# Ritchiella sanguinea
Ritchiella sanguinea är en insektsart som först beskrevs av Sjöstedt 1912.  Ritchiella sanguinea ingår i släktet Ritchiella och familjen gräshoppor. Inga underarter finns listade i Catalogue of Life.